# Бурый угрехвост
Бурый угрехвост (лат. Plotosus canius) — вид лучепёрых рыб семейства угрехвостых сомов. Широко распространены в тропических районах Индо-Тихоокеанской области. Максимальная длина тела 150 см.

## Описание
Тело удлинённое, сплюснутое в передней части и несколько сжатое с боков в задней части, сужается к хвостовой части. Высота тела у начала основания первого спинного плавника >15% стандартной длины тела. Тело без чешуи или костных пластинок. Голова большая, широкая, сжата в дорсо-вентральном направлении; рыло закруглённое. Рот поперечный, верхняя губа длиннее и толще нижней. Зубы на обеих челюстях представляют собой комбинацию молярных и конических зубов. Есть зубы на нёбных костях и сошнике, на сошнике — только моляры. Глаза маленькие. Рот окружают четыре пары усиков. Одна пара расположена между передними и задними ноздрями, вторая пара — в углах рта и две пары на нижней челюсти. Все усики длинные, их окончания заходят за жаберные отверстия. Ноздри хорошо разделены. Передние ноздри трубчатые, расположены на верхней губе, направлены вперёд; задние ноздри в виде щели. В первом спинном плавнике один колючий и 4 мягких лучей. В грудных плавниках 1 колючий и 10—11 мягких лучей. Колючие лучи в плавниках зазубренные с обоих краёв. Начало второго спинного плавника расположено заметно позади начала брюшных плавников. Второй спинной и анальный плавники соединены с хвостовым плавником в единый длинный плавник с 240—270 мягкими лучами. На середине брюха перед началом анального плавника расположен дендритный орган. Боковая линия полная, проходит вдоль середины тела и достигает основания хвостового плавника.
Зазубренные колючие лучи первого спинного и грудных плавников связаны с ядовитыми железами, и их укол может нанести очень болезненную рану.
Верхняя часть тела и голова тёмно-оливково-зелёного цвета, нижняя часть тела бледная. Усики и плавники серого цвета, край спинного плавника чёрный.
Максимальная длина тела 150 см, обычно до 80 см.

## Биология
Обитают в прибрежных морских водах, эстуариях и лагунах с мутной водой и зарослями морских трав. Заходят в мангры и нижние течения рек. Молодь образует плотные скопления.

### Питание
В рацион взрослых особей бурого угрехвоста входят крабы, креветки, рыбы, моллюски, водные насекомые, растительный материал и амфиподы. В желудках в небольшом количестве обнаружен детрит. Молодь питается преимущественно креветками, планктоном и насекомыми.

### Размножение
Впервые созревают при средней длине тела 36,5 см. У берегов Бангладеш нерестятся с апреля до августа. Плодовитость зависит от размеров самок и варьирует от 1180 до 2250 икринок.

## Ареал
Широко распространены в тропических районах Индо-Тихоокеанской области от западного прибрежья Индии до Филиппин и Новой Гвинеи и на юг до северной Австралии. В Австралии встречаются в прибрежных водах и реках округа Кимберли (Западная Австралия) и Северной территории.